# 金光祖
金光祖（？—1690年），汉军正白旗人，清朝官員。

## 生平
顺治十六年（1659年）任吏部郎中兼佐领，累迁福建右布政使，进广西巡抚。康熙九年（1670年），擢两广总督。吴三桂叛清後，被诱降，但不久因受排挤，投靠尚之信，合謀重新降清。圣祖令其戴罪立功。二十年（1681年），率部随征云南。三藩之亂平定后，被劾革职归旗。